# Denver Daredevils
Die Denver Daredevils waren ein US-amerikanisches Inlinehockeyfranchise aus Denver im Bundesstaat Colorado. Es existierte im Jahr 1996 und nahm an einer Spielzeit der professionellen Inlinehockeyliga Roller Hockey International teil. Die Heimspiele des Teams wurden in der McNichols Sports Arena ausgetragen.

## Geschichte
Das Team war vor der Saison 1996 neu gegründet worden. In seiner einzigen Saison in der Roller Hockey International unter Cheftrainer Kevin Cheveldayoff verpasste das Team die Playoffs um den Murphy Cup deutlich. Nach der Saison 1996 wurde das Team aufgelöst.
1996 hatte das Team einen Zuschauerschnitt von 6296 und fand sich im Vergleich der anderen Teams im oberen Viertel wieder. Der Zuschauerkrösus Anaheim Bullfrogs hatte einen Schnitt von 9871, während lediglich 815 Zuschauer die Spiele der Empire State Cobras besuchen wollten.
Die Teamfarben waren Blau, Lila, Gelb und Rot.

## Saisonstatistik
Abkürzungen: Sp = Spiele, S = Siege, N = Niederlagen, OTN = Niederlagen nach Overtime oder Shootout, Pkt = Punkte, T = Erzielte Tore, GT = Gegentore
| Saison | Sp | S | N  | OTN | Pkt | T   | GT  | Platz       | Playoffs           |
| 1996   | 28 | 8 | 17 | 3   | 19  | 173 | 210 | 5., Pacific | nicht qualifiziert |

## Bekannte Spieler
- Derek Laxdal
- Darryl Olsen
- Cam Plante
- Stéphane Roy